# Busene
Busene er en lille landsby i Magleby Sogn på den østligste del af Møn (Høje Møn).
I byen ligger de fleste huse langs den kuperede vej; mange i bindingsværk og mange med stråtag.
I 1903 fandt gårdejer Jørgen Petersen på sin mark i Busene en udhulet træstamme, der bl.a. indeholdt nogle smukke bronzesmykker og et større antal dyreknogler. Bronzerne var to hængekar, hvoraf det ene havde fungeret som låg over det andet, en bæltetutulus og tre spiralarmringe, som havde ligget i hængekarret. Nationalmuseet undersøgte stedet og fandt, at den udhulede træstamme var gravet ned i et vandførende sandlag og måtte have fungeret som en brønd. Nær ved havde der tidligere løbet en lille bæk, som var forsvundet efter anlæggelsen af grøften. De fleste af dyreknoglerne havde ligget i selve brønden.
Busene ligger i Vordingborg Kommune og hører til Region Sjælland.